# Kaslān Qayah
Kaslān Qayah (persiska: كَسلان قَيِه, كَسلانقَيَه, كسلان قيه, Kaslān Qayeh) är en ort i Iran.   Den ligger i provinsen Hamadan, i den nordvästra delen av landet, 300 km väster om huvudstaden Teheran. Kaslān Qayah ligger 2 121 meter över havet och antalet invånare är 425.
Terrängen runt Kaslān Qayah är kuperad åt sydost, men åt nordväst är den platt. Terrängen runt Kaslān Qayah sluttar västerut.Runt Kaslān Qayah är det ganska tätbefolkat, med 75 invånare per kvadratkilometer. Närmaste större samhälle är Delbarān, 19,1 km väster om Kaslān Qayah. Trakten runt Kaslān Qayah består i huvudsak av gräsmarker.